# Глизе 852
Глизе 852 (англ. Gliese 852) — двойная звезда в созвездии Водолея на расстоянии приблизительно 36,3 световых лет (около 11,1 парсеков) от Солнца. Видимая звёздная величина звезды — +13,29m.

## Характеристики
Первый компонент (FG Водолея (лат. FG Aquarii), Глизе 852A) — красный карлик, эруптивная переменная звезда типа UV Кита (UV) спектрального класса M4,5Ve или M4V. Видимая звёздная величина звезды — от +16,29m до +15,08m. Эффективная температура — около 3573 К.
Второй компонент (Глизе 852B) — красный карлик спектрального класса M5V или M4,5V. Видимая звёздная величина звезды — +15,2m. Эффективная температура — около 3655 К. Удалён на 7 угловых секунд.